# Peter Honess
Peter Honess (ur. 1945) – amerykański montażysta filmowy. W 1997 roku nominowany do Oscara za film Tajemnice Los Angeles.

## Filmografia
- 2007: Złoty kompas (The Golden Compass)
- 2006: Posejdon (Poseidon)
- 2005: Aeon Flux
- 2004: Troja (Troy)
- 2002: Harry Potter i Komnata Tajemnic (Harry Potter and the Chamber of Secrets)
- 2001: Szybcy i wściekli (The Fast and the Furious)
- 2000: Układ prawie idealny (The Next Best Thing)
- 2000: Dzieciak (The Kid)
- 1998: Kod Merkury (Mercury Rising)
- 1997: Tajemnice Los Angeles (L.A. Confidential)
- 1996: Gdyby ściany mogły mówić (If These Walls Could Talk)
- 1995: Rob Roy
- 1993: Niesamowita McCoy
- 1993: Szósty stopień oddalenia (Six Degrees of Separation)
- 1992: Baseballista (Mr. Baseball)
- 1989: Prawo krwi (Next of Kin)
- 1986: Nieśmiertelny (Highlander)

## Nagrody i nominacje
| Nagroda | Rok  | Kategoria        | Za                    | Wynik   |
| ------- | ---- | ---------------- | --------------------- | ------- |
| BAFTA   | 1998 | Najlepszy montaż | Tajemnice Los Angeles | Wygrana |